# Zainap Gashaeva
Zainap Gashaeva (née en 1953 au Kazakhstan) est une militante des droits de l'homme tchétchène. 

## Biographie
Née en 1953 dans une famille tchétchène déportée au Kazakhstan, elle retourne vivre à Grozny en 1968. Elle étudie ensuite l'économie à l'université de Grozny, puis s'installe en 1989 à Moscou, où elle fonde une petite entreprise de livraison. 
Le déclenchement de la première guerre de Tchétchénie et les massacres qui l'accompagnent la convainquent de revenir s'installer à Grozny avec ses enfants. Elle y mène alors un travail d'investigation pour recueillir des traces et des témoignages des violations des droits de l'homme. En 1997, elle fonde l'association Écho de la guerre, qui œuvre pour les orphelins tchétchènes (grâce notamment au soutien d'ONG européennes telles que le Secours catholique). Elle poursuit son travail d'investigation durant la Seconde guerre de Tchétchénie, où les crimes et enlèvements arbitraires sont de nouveau nombreux de la part des forces russes et des milices tchétchènes pro-russes. Les documents rassemblés ont notamment été utilisés dans plusieurs procédures menées par des civils tchétchènes devant la Cour européenne des droits de l'homme de Strasbourg. À l'occasion de ce travail, elle s'était liée d'amitié avec la célèbre journaliste russe Anna Politkovskaïa (assassinée en 2006). 
Son action humanitaire lui a valu une reconnaissance internationale. Elle a reçu en 2002 à Berne le prix de la Fondation pour la liberté et les droits de l’homme. Le réalisateur suisse Éric Bergkraut lui a consacré le documentaire Coca, la colombe de Tchétchénie, sorti en France en 2006. Ce film a valu au réalisateur et à Zainap Gashaeva de recevoir en 2007 le International Human Rights Movie Award à Berlin. 